# Galictis
Grisons
Genre
Les Grisons (Galictis) sont un genre de Mustélidés d'Amérique centrale et méridionale qui comprend deux espèces.
Ce genre a été décrit pour la première fois en 1826 par le zoologiste britannique Thomas Bell (1792-1880).

## Liste d'espèces
Selon Mammal Species of the World (version 3, 2005)  (31 mai 2013), ITIS (31 mai 2013), Catalogue of Life (31 mai 2013), NCBI (31 mai 2013) et Paleobiology Database (31 mai 2013) :
- Galictis cuja (Molina, 1782) — petit grison[7],[2]
- Galictis vittata (Schreber, 1776) — grison ou grison d'Allemand[7],[2]